# Jo Charrier
Pour les articles homonymes, voir Charrier.
Georges-Robert dit « Jo » Charrier  est un acteur, chanteur et musicien français né le 6 décembre 1911 à Saint-Georges-de-Didonne où il est mort le 3 mars 2011.

## Biographie
Orphelin très jeune, il est élevé par son oncle qui l'initie à la musique. Il apprend ainsi le violon puis la trompette, le saxophone et le bandonéon. Il se produit avec des petites formations à Angoulême avant d'intégrer un orchestre à Bordeaux.
À la Libération, il est engagé dans l’orchestre de  Jacques Hélian aux côtés de Ginette Garcin et Zappy Max, où il est chargé dans un premier temps de chauffer les salles en début de spectacle, puis interprète de nombreuses chansons en tant que comme « comique troupier ». Il en compose également plusieurs dont Accordéon, Au temps de la polka, Chica chica, Elle aimait, La Plus Belle Valse d'amour, La Valse de la bonne humeur, Le Bal des copains, Loulou, Quand allons-nous nous marier ? et Voilà c'que c'est.
Dans les années 1960, il collabore aux émissions radiophoniques de Zappy Max sur RTL ou RMC.

## Filmographie

### Cinéma
- 1949 : Fantômas contre Fantômas de Robert Vernay
- 1951 : Pas de vacances pour Monsieur le Maire de Maurice Labro : le photographe
- 1955 : Les pépées font la loi de Raoul André :
- 1955 : Le Crâneur de Dimitri Kirsanoff : Un homme à l'anniversaire de Georges
- 1959 : Drôles de phénomènes de Robert Vernay
- 1960 : Monsieur Suzuki de Robert Vernay
- 1962 : Snobs ! de Jean-Pierre Mocky
- 1963 : Un drôle de paroissien de Jean-Pierre Mocky
- 1969 : Que la bête meure de Claude Chabrol : le chauffeur de taxi
- 1971 : L'Amour au féminin de Jean-Gabriel Albicocco, Thomas Fantl, Sachiko Hidari et Gunnar Höglund
- 1989 : Après la guerre de Jean-Loup Hubert

Courts métrages
- 1947 : Il était... trois chansons de Claude-André Lalande
- 1947 : Rythmes de Paris de Henri Verneuil : lui-même
- 1949 : Les Nouveaux Misérables de Henri Verneuil
- 1978 : Artignosse à Paris de Jacques Soumet

### Télévision
- 1972 : Le Temps d'un été, téléfilm de Maurice Failevic :  M. Bonafé
- 1972 : La Sainte Farce, téléfilm de Jean Pignol : le patron du bistrot
- 1973 : Graine d'ortie (feuilleton télévisé) : le garde-champêtre
- 1973 : Le Maître de pension, téléfilm de Marcel Moussy :  Laurioux
- 1974 : Beau-François, téléfilm de Roger Kahane : un des braves gens
- 1974 : L'Engrenage, téléfilm de Maurice Failevic : un contremaître
- 1975 : Les Enquêtes du commissaire Maigret, épisode #1.28 : Maigret hésite de Claude Boissol : le patron du restaurant
- 1976 : Les Cinq Dernières Minutes, épisode #3.6 : Les Petits d'une autre planète de Claude Loursais : le gardien Biron
- 1980 : La Conquête du ciel (mini-série) : un officiel
- 1981 : Les Dossiers de l'écran - Le Cheval-vapeur de Maurice Failevic : un paysan
- 1981 : Cinéma 16, épisode Les Saltimbanques de Maurice Failevic : le directeur du théâtre
- 1984 : Les Cinq Dernières Minutes, épisode #3.36 : Deuil en caravane : Gregory Rudal
- 1991 : Cas de divorce, épisode #1.67  Lecourbe contre Lecourbe : Adrien Lecourbe

## Doublage

### Cinéma

#### Animation
- Dumbo (1941) : Un corbeau (voix chant) - 1er doublage
- Mélodie du Sud (1946) : Frère Ours (chant) / Grenouille
- Winnie l'ourson et l'Arbre à miel (1966) : Grignotin - 1er doublage